# César/Ehrenpreis
Gewinner des französischen Filmpreises César als Ehrenpreis (César d’honneur) seit der ersten Verleihung im Jahr 1976. Die Preisträger werden nicht von den Mitgliedern der Académie des Arts et Techniques du Cinéma gewählt, sondern auf Vorschlag des Präsidenten oder des Generalsekretärs der Académie des Arts et Techniques du Cinéma verliehen.

## 1970er Jahre
| Jahr | Preisträger             | Künstlerisches Schaffen                                             | Land       |
| 1976 | Ingrid Bergman          | Schauspielerin                                                      | Schweden   |
| 1977 | Henri Langlois (postum) | Regisseur und Filmarchivar, Mitbegründer der Cinémathèque française | Frankreich |
| 1977 | Jacques Tati            | Schauspieler, Regisseur, Drehbuchautor und Filmproduzent            | Frankreich |
| 1978 | Robert Dorfmann         | Filmproduzent                                                       | Frankreich |
| 1979 | Marcel Carné            | Regisseur und Drehbuchautor                                         | Frankreich |
| 1979 | Mickey Mouse            | Zeichentrick- und Comic-Figur                                       | USA        |

## 1980er Jahre
| Jahr | Preisträger            | Künstlerisches Schaffen                              | Land                |
| 1980 | Pierre Braunberger     | Filmproduzent, Regisseur und Schauspieler            | Frankreich          |
| 1980 | Louis de Funès         | Schauspieler und Komiker                             | Frankreich          |
| 1980 | Kirk Douglas           | Schauspieler, Regisseur und Filmproduzent            | USA                 |
| 1981 | Marcel Pagnol (postum) | Schriftsteller, Dramaturg und Regisseur              | Frankreich          |
| 1981 | Alain Resnais          | Regisseur                                            | Frankreich          |
| 1982 | Georges Dancigers      | Filmproduzent                                        | Russland/Frankreich |
| 1982 | Alexandre Mnouchkine   | Filmproduzent                                        | Russland/Frankreich |
| 1983 | Raimu                  | Entertainer und Filmschauspieler                     | Frankreich          |
| 1984 | René Clément           | Regisseur und Drehbuchautor                          | Frankreich          |
| 1984 | Georges de Beauregard  | Filmproduzent                                        | Frankreich          |
| 1984 | Edwige Feuillère       | Schauspielerin und Drehbuchautorin                   | Frankreich          |
| 1985 | Christian-Jaque        | Regisseur und Drehbuchautor                          | Frankreich          |
| 1985 | Danielle Darrieux      | Schauspielerin                                       | Frankreich          |
| 1985 | Christine Gouze-Rénal  | Filmproduzentin                                      | Frankreich          |
| 1985 | Alain Poiré            | Filmproduzent                                        | Frankreich          |
| 1986 | Bette Davis            | Schauspielerin und Filmproduzentin                   | USA                 |
| 1986 | Jean Delannoy          | Regisseur, Drehbuchautor und Filmproduzent           | Frankreich          |
| 1986 | Maurice Jarre          | Komponist                                            | Frankreich          |
| 1986 | René Ferracci          | Filmplakatdesigner                                   | Frankreich          |
| 1986 | Shoah                  | Dokumentarfilm von Claude Lanzmann aus dem Jahr 1985 | Frankreich          |
| 1987 | Jean Gabin             | Schauspieler                                         | Frankreich          |
| 1987 | Jean-Luc Godard        | Regisseur, Drehbuchautor und Schauspieler            | Frankreich          |
| 1988 | Serge Silberman        | Filmproduzent                                        | Russland/Frankreich |
| 1989 | Bernard Blier          | Schauspieler                                         | Frankreich          |
| 1989 | Paul Grimault          | Animator und Regisseur                               | Frankreich          |

## 1990er Jahre
| Jahr | Preisträger             | Künstlerisches Schaffen                                                                                               | Land       |
| 1990 | Gérard Philipe (postum) | Schauspieler | Frankreich |
| 1991 | Jean-Pierre Aumont      | Schauspieler und Drehbuchautor                                                                                        | Frankreich |
| 1991 | Sophia Loren            | Schauspielerin | Italien    |
| 1992 | Michèle Morgan          | Schauspielerin | Frankreich |
| 1992 | Sylvester Stallone      | Schauspieler, Drehbuchautor, Regisseur und Filmproduzent                                                              | USA        |
| 1993 | Jean Marais             | Schauspieler | Frankreich |
| 1993 | Marcello Mastroianni    | Schauspieler | Italien    |
| 1993 | Gérard Oury             | Schauspieler, Drehbuchautor und Regisseur                                                                             | Frankreich |
| 1994 | Jean Carmet             | Schauspieler | Frankreich |
| 1995 | Jeanne Moreau           | Schauspielerin | Frankreich |
| 1995 | Gregory Peck            | Schauspieler | USA        |
| 1995 | Steven Spielberg        | Regisseur, Filmproduzent und Drehbuchautor                                                                            | USA        |
| 1996 | Gene Kelly (postum)     | Schauspieler, Regisseur, Filmproduzent, Drehbuchautor und Filmkomponist                                               | USA        |
| 1996 | Henri Verneuil          | Regisseur, Drehbuchautor und Filmproduzent (Gesamtwerk)                                                               | Frankreich |
| 1997 | Charles Aznavour        | Schauspieler, Sänger und Filmkomponist                                                                                | Frankreich |
| 1997 | Andie MacDowell         | Schauspielerin | USA        |
| 1998 | Michael Douglas         | Schauspieler und Filmproduzent                                                                                        | USA        |
| 1998 | Clint Eastwood          | Schauspieler, Regisseur und Filmproduzent                                                                             | USA        |
| 1998 | Jean-Luc Godard         | Regisseur, Drehbuchautor und Schauspieler (für seine Dokumentarreihe Histoire(s) du cinéma – Geschichte(n) des Kinos) | Frankreich |
| 1999 | Pedro Almodóvar         | Regisseur, Drehbuchautor und Filmproduzent                                                                            | Spanien    |
| 1999 | Johnny Depp             | Schauspieler | USA        |
| 1999 | Jean Rochefort          | Schauspieler | Frankreich |

## 2000er Jahre
| Jahr | Preisträger             | Künstlerisches Schaffen                                          | Land                   |
| 2000 | Josiane Balasko         | Schauspielerin, Drehbuchautorin, Regisseurin und Filmproduzentin | Frankreich             |
| 2000 | Georges Cravenne        | Filmjournalist und Begründer des César                           | Frankreich             |
| 2000 | Jean-Pierre Léaud       | Schauspieler                                                     | Frankreich             |
| 2000 | Martin Scorsese         | Regisseur, Filmproduzent, Drehbuchautor und Schauspieler         | USA                    |
| 2001 | Darry Cowl              | Schauspieler, Komiker und Musiker                                | Frankreich             |
| 2001 | Charlotte Rampling      | Schauspielerin                                                   | Vereinigtes Königreich |
| 2001 | Agnès Varda             | Regisseurin und Drehbuchautorin                                  | Belgien                |
| 2002 | Anouk Aimée             | Schauspielerin                                                   | Frankreich             |
| 2002 | Jeremy Irons            | Schauspieler                                                     | Vereinigtes Königreich |
| 2002 | Claude Rich             | Schauspieler und Drehbuchautor                                   | Frankreich             |
| 2003 | Bernadette Lafont       | Schauspielerin                                                   | Frankreich             |
| 2003 | Spike Lee               | Regisseur, Drehbuchautor, Filmproduzent und Schauspieler         | USA                    |
| 2003 | Meryl Streep            | Schauspielerin                                                   | USA                    |
| 2004 | Micheline Presle        | Schauspielerin                                                   | Frankreich             |
| 2005 | Jacques Dutronc         | Schauspieler und Sänger                                          | Frankreich             |
| 2005 | Will Smith              | Schauspieler, Filmproduzent und Rapper                           | USA                    |
| 2006 | Hugh Grant              | Schauspieler                                                     | Vereinigtes Königreich |
| 2006 | Pierre Richard          | Schauspieler                                                     | Frankreich             |
| 2007 | Marlène Jobert          | Schauspielerin                                                   | Frankreich             |
| 2007 | Jude Law                | Schauspieler                                                     | Vereinigtes Königreich |
| 2008 | Roberto Benigni         | Schauspieler, Drehbuchautor und Regisseur                        | Italien                |
| 2008 | Jeanne Moreau           | Schauspielerin                                                   | Frankreich             |
| 2008 | Romy Schneider (postum) | Schauspielerin                                                   | Deutschland/Frankreich |
| 2009 | Dustin Hoffman          | Schauspieler                                                     | USA                    |

## 2010er Jahre
| Jahr | Preisträger                | Künstlerisches Schaffen                                      | Land                       |
| 2010 | Harrison Ford              | Schauspieler                                                 | USA                        |
| 2011 | Quentin Tarantino          | Regisseur und Drehbuchautor                                  | USA                        |
| 2012 | Kate Winslet               | Schauspielerin                                               | Vereinigtes Königreich     |
| 2013 | Kevin Costner              | Schauspieler, Regisseur und Produzent                        | USA                        |
| 2014 | Scarlett Johansson         | Schauspielerin, Produzentin, Regisseurin und Sängerin        | USA                        |
| 2015 | Sean Penn                  | Schauspieler                                                 | USA                        |
| 2016 | Michael Douglas            | Schauspieler                                                 | USA                        |
| 2017 | George Clooney             | Schauspieler, Filmregisseur, Drehbuchautor und Filmproduzent | USA                        |
| 2017 | Jean-Paul Belmondo         | Schauspieler                                                 | Frankreich                 |
| 2018 | Penélope Cruz              | Schauspielerin                                               | Spanien                    |
| 2019 | Robert Redford             | Schauspieler                                                 | USA                        |
| 2020 | Preis nicht vergeben       | Preis nicht vergeben                                         | Preis nicht vergeben       |
| 2021 | Jean-Pierre Bacri (postum) | Schauspieler, Drehbuchautor                                  | Frankreich                 |
| 2022 | Cate Blanchett             | Schauspielerin                                               | Australien/USA             |
| 2023 | David Fincher              | Filmregisseur und -produzent                                 | USA                        |
| 2024 | Agnès Jaoui                | Schauspielerin und Filmemacherin                             | Frankreich                 |
| 2024 | Christopher Nolan          | Filmregisseur, Drehbuchautor und Filmproduzent               | Vereinigtes Königreich/USA |
| 2025 | Costa-Gavras               | Filmemacher                                                  | Griechenland/Frankreich    |
| 2025 | Julia Roberts              | Schauspielerin                                               | USA                        |